# García

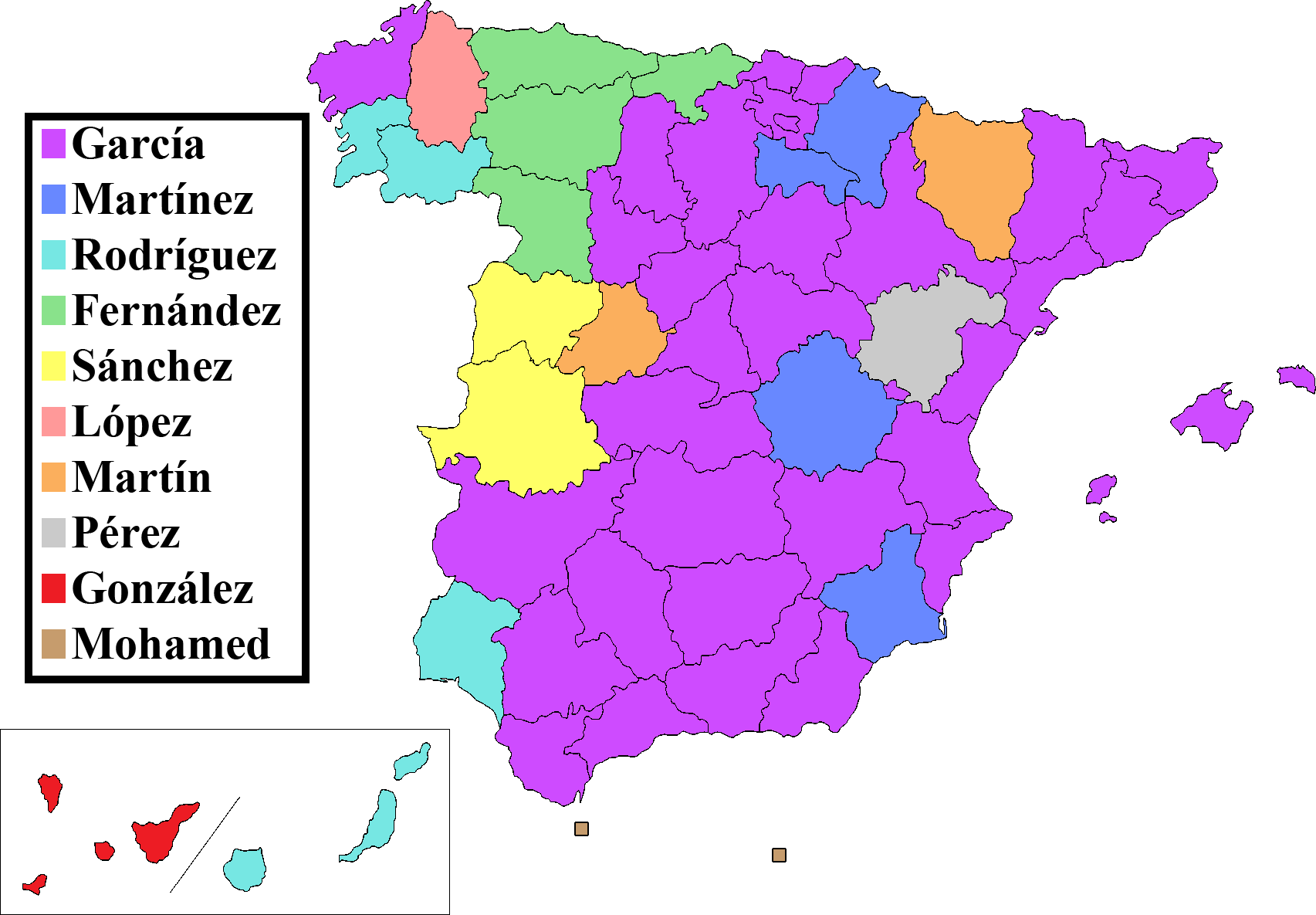
A leggyakoribb spanyol nevek tartományonként

A García ősi eredetű spanyol személynév. Az azonos középkori keresztnévből származik, keresztnévként azonban ma már nem használatos. Spanyolországban a leggyakoribb, a hispano-amerikai országokban a második leggyakoribb vezetéknévként tartják számon.
Eredetére és történetére nézve számos elmélet született, etimológiája máig vitatott. Annyi bizonyos, hogy preromán eredetű név, a legvalószínűbb és legelfogadottabb feltételezések szerint ibér vagy baszk, esetleg ókelta. A leghitelesebbnek a baszk eredet tűnik, bár nem bizonyítható. Ezt a nézetet erősítené, hogy a nevet legelőször Navarrában dokumentálták. A baszk etimológiára alapozva talán a hartza szóra lenne visszavezethető, amelynek jelentése ’a medve’ (hartz ’medve’ és -a, határozott névelő); ez viszont valószínűleg egy kelta nyelvből került a baszkba.
Előfordul még Gacía, Gacías, Gació, Gaciot, Garces, Garci, Garsea, Garsés, Garza, Gassía és Gassías formában, illetve Portugáliában és Brazíliában is. Nem tévesztendő össze a női keresztnévként, illetve vezetéknévként is használt, latin eredetű Gracia névvel.

## Külső hivatkozások
- The García Family Tree DNA Project (angol)
- García – Linguaweb spanyol etimológiai fórum (spanyol)